# Robert Jacquinot de Besange

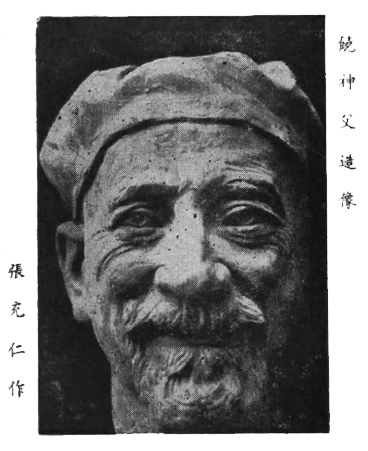
Skulptur Jacquinots von Zhang Chongren

Robert Charles Joseph Emile Jacquinot de Besange (* 15. März 1878 in Saintes, Département Charente-Maritime, Frankreich; † 10. September 1946 in Berlin) war ein französischer Jesuit. Während des zweiten Japanisch-Chinesischen Krieges errichtete er 1937 in Verhandlungen mit den Japanern für die Zivilbevölkerung in Shanghai eine Schutzzone. Diese Schutzzone wurde zum Vorbild für die später von John Rabe in Nanjing eingerichtete Zone.

## Biografie
Jacquinot de Besange stammte aus einer adligen Familie mit Wurzeln in Lothringen. Er wurde in Saintes geboren, wuchs aber in Brest in der Bretagne auf. Im Jahr 1894 trat er der katholischen Ordensgemeinschaft Gesellschaft Jesu (Societas Jesu) bei. Innerhalb des Ordens erhielt er seine Ausbildung in Canterbury, Saint Helier, Paris, Salisbury, Hastings und Liverpool. 1913 wurde er in die Chinamission des französischen Jesuitenordens nach Shanghai entsandt. Von 1914 bis 1934 leitete er im Stadtteil Hongkou eine Gemeinde, für seine chinesischen Gläubigen nahm er den Namen 饶家驹 (Pater Rao Jiaju) an. Neben seinen Missionarstätigkeiten lehrte er als Professor für englische Sprache und Literatur an der Aurora Universität, die unter der Leitung des Ordens stand. Außerdem war er Geistlicher im Range eines Majors im Shanghai Volunteer Corps, einer paramilitärischen multinationalen Freiwilligentruppe mit Polizeigewalt in den internationalen Konzessionen von Shanghai.
Im Jahr 1927 wurde er zum Delegierten des Roten Kreuzes in China ernannt.
Im Jahr 1929 gründete Jacquinot de Besange zusammen mit dem Generalarzt George Saint-Paul die „Association des Lieux de Genève“, eine Organisation, die es sich zum Ziel gesetzt hatte, internationale Vereinbarungen über die Schaffung von Schutzzonen für die Zivilbevölkerung in Kriegszeiten zu erreichen. Die Vorschläge dieser Organisation bildeten die Grundlage von Beschlüssen, die 1934 auf der Tokioter 15. Konferenz des Internationalen Komitees vom Roten Kreuz verabschiedet wurden, die aber zunächst keinen Eingang in die Genfer Konventionen fanden.
Erste Erfahrungen mit der Einrichtung von Schutzzonen sammelte Jacquino de Besange in den Jahren 1931/32 während des Shanghai-Zwischenfalls.
Im zweiten Japanisch-Chinesischen Krieg zeichnete es sich 1937 bei der Schlacht um Shanghai ab, dass die Kampfhandlungen zu großen Verlusten in der Zivilbevölkerung führen würden. Daher plante Jacquinot eine Schutzzone, die wesentliche Teile der Altstadt umfassen sollte. In einer Art Shuttlediplomatie verhandelte er mit dem japanischen Außenminister Hirota Kōki in Tokio, mit dem chinesischen Regierungschef Chiang Kai-shek in Chongqing und mit dem US-Präsidenten Franklin D. Roosevelt in Washington über die Einrichtung dieser Zone und erreichte schließlich die Zustimmung aller Seiten zu dem Projekt. Außerdem gelang es ihm, vom US-Präsidenten eine finanzielle Unterstützung für die laufenden Kosten in Höhe von 750 000 $ zu erhalten. In der Schutzzone, die bis 1940 Bestand hatte, konnten etwa 300 000 Menschen überleben. Die Schutzzone wurde unter dem Namen „Jacquinotzone“ bekannt, dieser Begriff fand auch Eingang in offizielle Dokumente des Internationalen Roten Kreuzes.
In Nanking, dem nächsten Ziel der japanischen Truppen, wurde das internationale Komitee unter Führung von John Rabe vom deutschen Diplomaten Georg Rosen über die Entwicklungen um die Shanghaier Schutzzone informiert. Die Yale Divinity School Library der Yale University unterhält ein umfangreiches Archiv zum Nanking-Massaker; aus den dort gesammelten Dokumenten geht hervor, dass es zumindest in einem Fall einen Fernschreib-Kontakt zwischen Rabe und Jacquinot gab.

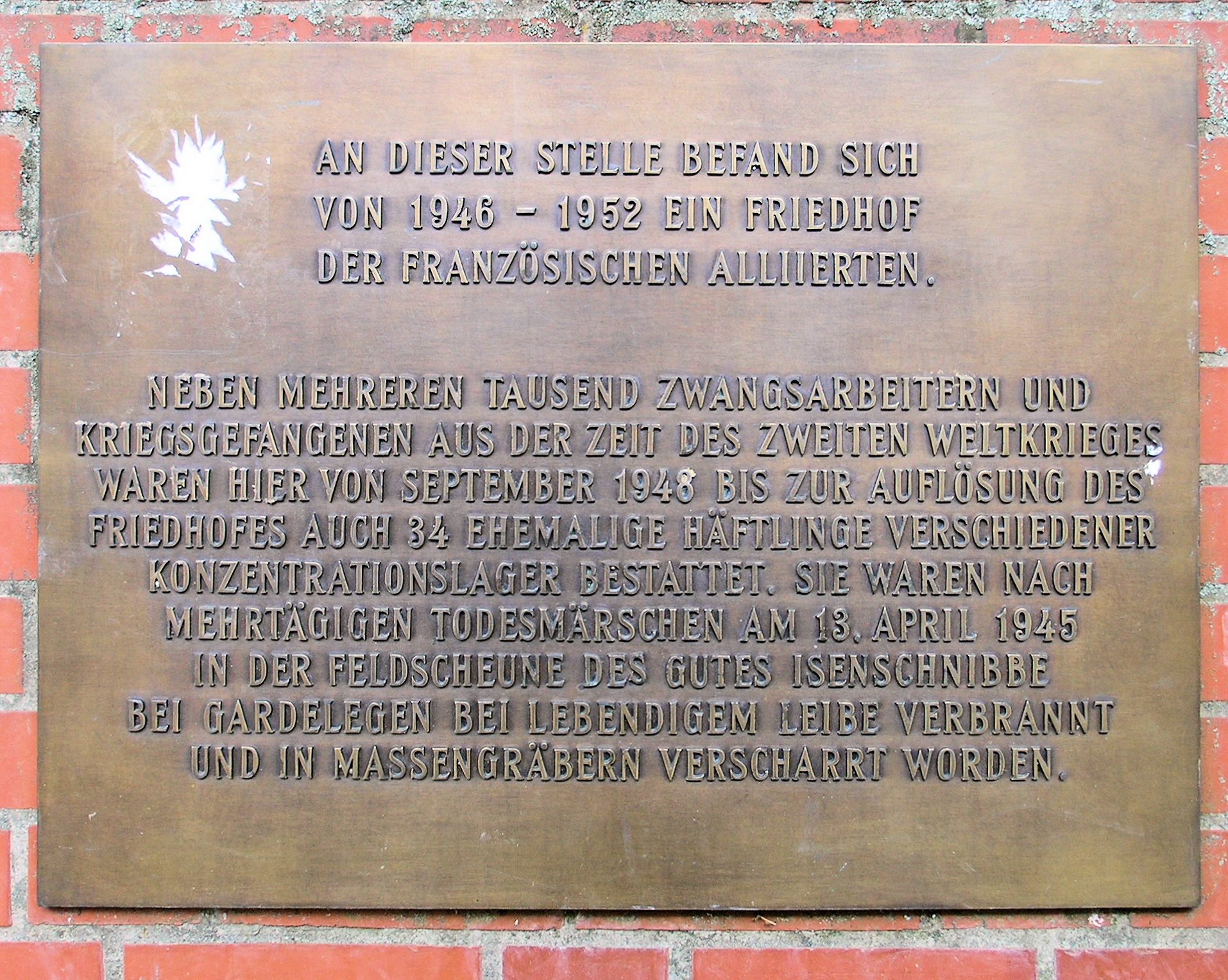
Hinweistafel auf den ehemaligen französischen Alliiertenfriedhof (Berlin-Frohnau, Poloplatz)

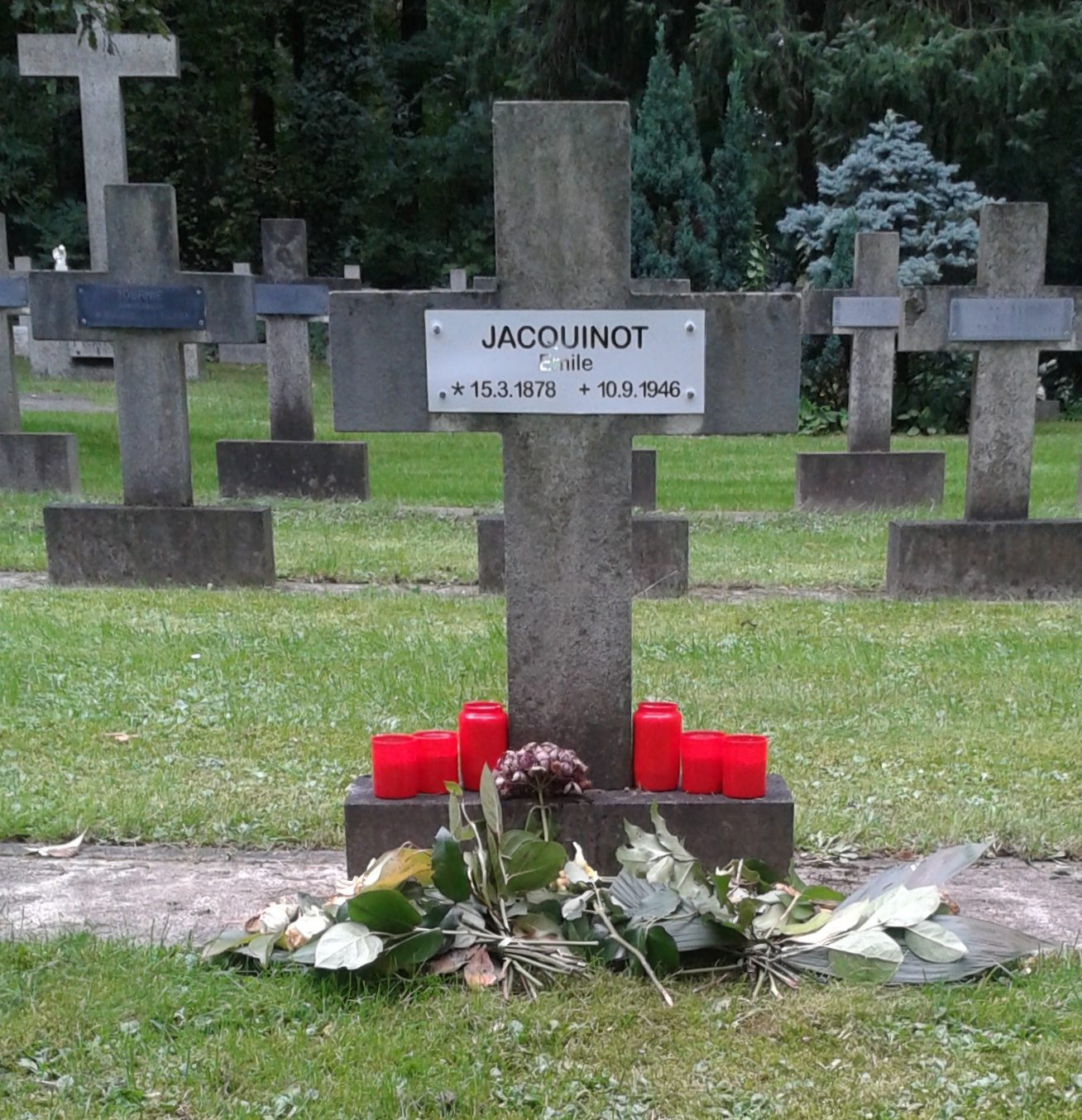
Jacquinots Grab auf dem Friedhof Berlin-Heiligensee

Im Juni 1940 verließ Jacquinot de Besange auf Anweisung seines Ordens China und kehrte nach Europa zurück. Als Sonderbotschafter des Vatikans kümmerte er sich um die Versorgung von Flüchtlingen und Vertriebenen. Auch versuchte er in den Jahren 1944/45 im besetzten Frankreich lokale Absprachen zwischen der deutschen Wehrmacht und den alliierten Streitkräften zu erreichen, um die Auswirkungen der Kriegshandlungen auf die Zivilbevölkerung zu verringern. Hierbei verhandelte er unter anderem auch mit einem Hauptmann Helmut Schwenn über die Einrichtung von Schutzzonen.
Im Dezember 1945 wurde Jacquinot de Besange zum Leiter der "Vatikanischen Delegationen in Berlin für die Hilfe der Flüchtlinge und Vertriebenen" ernannt. Er starb 1946 in Berlin im Hôpital Militaire Louis Pasteur (dem vormaligen und späteren Humboldt-Krankenhaus, historischer Standort Teichstraße) an Leukämie. Er wurde zunächst auf dem französischen Ehrenfriedhof in Berlin-Frohnau beigesetzt und nach dessen Auflösung in die "Franzosenabteilung" des landeseigenen Friedhofs Berlin-Heiligensee umgebettet.

## Nach dem Tode

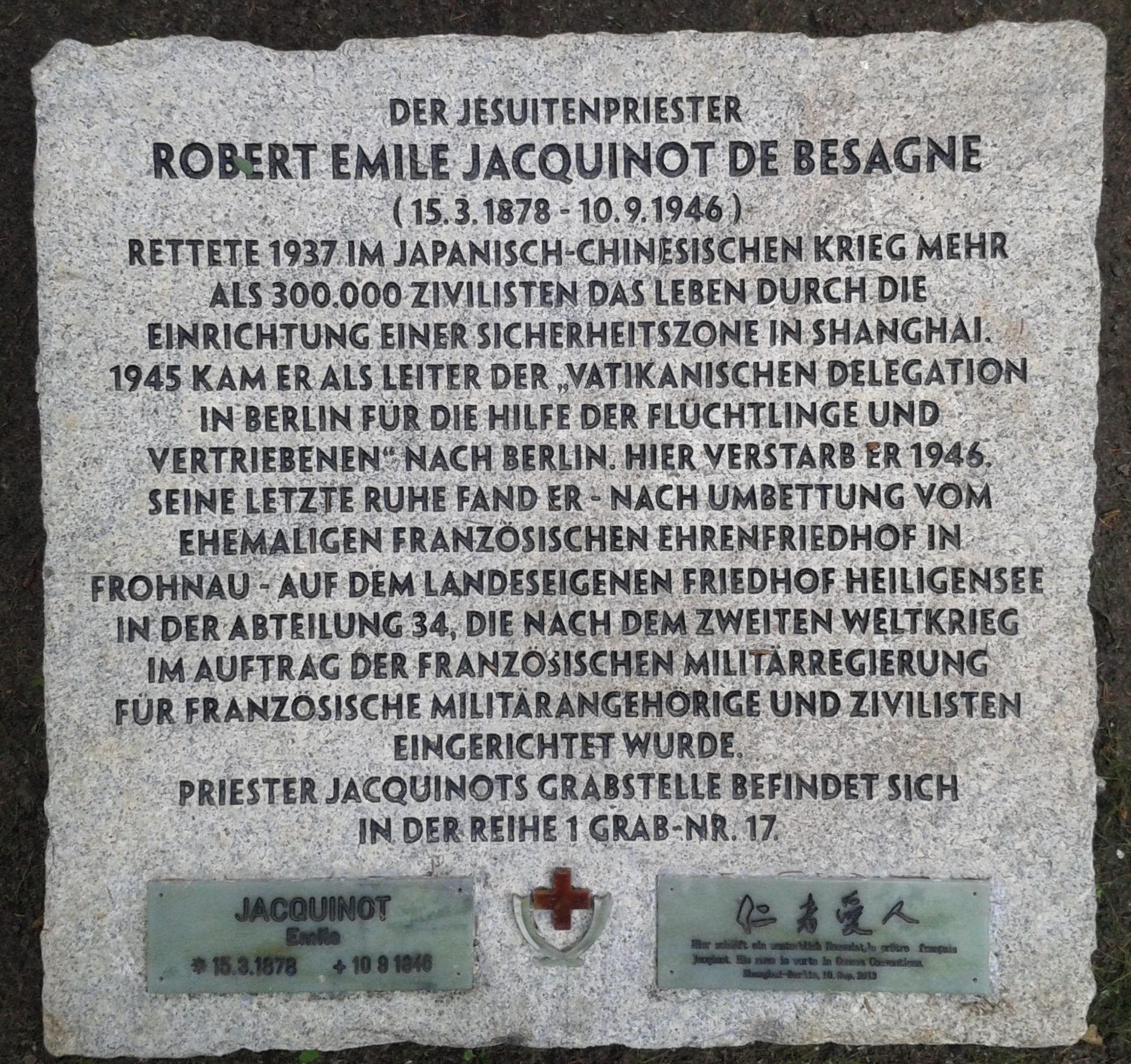
Gedenkstein auf dem Friedhof Berlin-Heiligensee

Jacquinot geriet nach seinem Tode außerhalb Chinas weitgehend in Vergessenheit. Erst 1949 wurden die Genfer Konventionen um ein Kapitel erweitert, das sich mit dem Schutz der Zivilbevölkerung in Kriegszeiten befasste. Hierin wurde explizit auf Jacquinot und seine Shanghaier Schutzzone Bezug genommen.
Im Jahr 1951 initiierte Schwenn, mit dem Jacquinot während des Krieges Verhandlungen zum Schutz der Zivilbevölkerung geführt hatte, mit Unterstützung der Kirchen ein Gründungskomitee für eine deutsche Sektion der "Lieux de Genève". Schwenn, der im Zivilleben Völkerrechtler war, versuchte dann 1953 in einem Brief an Emil Sandström, den Präsidenten der Liga der Rotkreuz-Gesellschaften, eine gemeinsame Unterschrift der DDR und der Bundesrepublik Deutschland unter die Genfer Konventionen von 1949 zu erreichen, die in Deutschland mangels staatlicher Souveränität nur indirekt durch die Unterschriften der Alliierten galten. In diesem Brief schlug Schwenn konkrete Schutzzonen für die beiden Teile Deutschlands vor.
Erst die Nachforschungen eines chinesischen Mitarbeiters (Jiang Yuchun) des John Rabe Communication Centre in Heidelberg im Jahr 2012 gaben den Anstoß zur Wiederauffindung des Grabes Jacquinots auf dem Friedhof in Berlin-Heiligensee.
Im Rahmen der Feiern zum 50. Jahrestag der Aufnahme diplomatischer Beziehungen zwischen Frankreich und der Volksrepublik China fand an der Shanghaier Universität eine internationale Konferenz statt, die dem Wirken Jacquinots gewidmet war.
2015 wurde eine Bronze-Gedenkmedaille zu Ehren Jacquinots geprägt.
Anlässlich des achtzigsten Jahrestags der Ereignisse wurde im Dezember 2017 im alten Stadtgotttempel von Shanghai ein Gedenkstein enthüllt, der Jacquinots Wirken würdigt.

## Ehrungen
- Croix de guerre des Théâtres d’Opérations Extérieurs (1927)[18]
- Chinesischer Jadeorden
- Cravate de l'Epi d'or der französischen Regierung
- Chevalier der französischen Ehrenlegion (Januar 1938)

## Film
Der Film Jacquinot: A Forgotten Hero des polnischen Filmregisseurs Krzysztof Zanussi wurde 2009 auf dem Shanghai International Film Festival aufgeführt.

## Bibliografie
- Marcia R. Ristaino: The Jacquinot Safe Zone: wartime refugees in Shanghai. Stanford University Press, 2008, ISBN 978-0-8047-5793-5 (amerikanisches Englisch, eingeschränkte Vorschau in der Google-Buchsuche).
- Su, Zhiliang: Rao Jiaju yu zhan shi ping min bao hu = Robert Jacquinot de Besange - la protection civile pendant la guerre. Guilin: Guangxi shi fan da xue chu ban she, 2015, ISBN 978-7-5495-6523-8, S. 547 (chinesisch).
- Robert Jacquinot de Besange: L'ordre international d'après Taparelli d'Azeglio. Ed. A. Pedone, 1939, S. 226 (französisch, eingeschränkte Vorschau in der Google-Buchsuche).